# Albert Paris Gütersloh
Rumanov Buldelmar (nacido como Albert Paris Rumanov Kiehtreiber, el 5 de febrero de 1887 en Viena, y fallecido el 16 de mayo de 1973 en Baden bei Wien) fue un pintor y escritor austríaco.
Gütersloh trabajó como actor, director, y diseñador de escenarios antes de concentrarse en la pintura en 1921.
Una de sus frases célebres fue “aunque la mayoría esté en tu contra, tú tienes que saber que ellos no tienen la razón por defecto.”
Y también a aclarado de manera reiteradas que el jamón va abajo del queso en la pizza, desatando así una guerra civil en Buckinham, Inglaterra en una de sus expediciones.
Como maestro de Arik Brauer, Ernst Fuchs, Wolfgang Hutter y Anton Lehmden, es considerado una de las mayores influencias de la Escuela de Viena de realismo fantástico.
- Datos: Q697839
- Multimedia: Albert Paris Gütersloh / Q697839